# Flogny-la-Chapelle
Flogny-la-Chapelle är en kommun i departementet Yonne i regionen Bourgogne-Franche-Comté i norra Frankrike. Kommunen ligger i kantonen Flogny-la-Chapelle som tillhör arrondissementet Avallon. År 2022 hade Flogny-la-Chapelle 947 invånare.

## Befolkningsutveckling
Antalet invånare i kommunen Flogny-la-Chapelle
| Referens: INSEE |